# Capponi (Familie)
Die Capponi sind eine alte Florentiner Familie.

Wappen der Familie Capponi

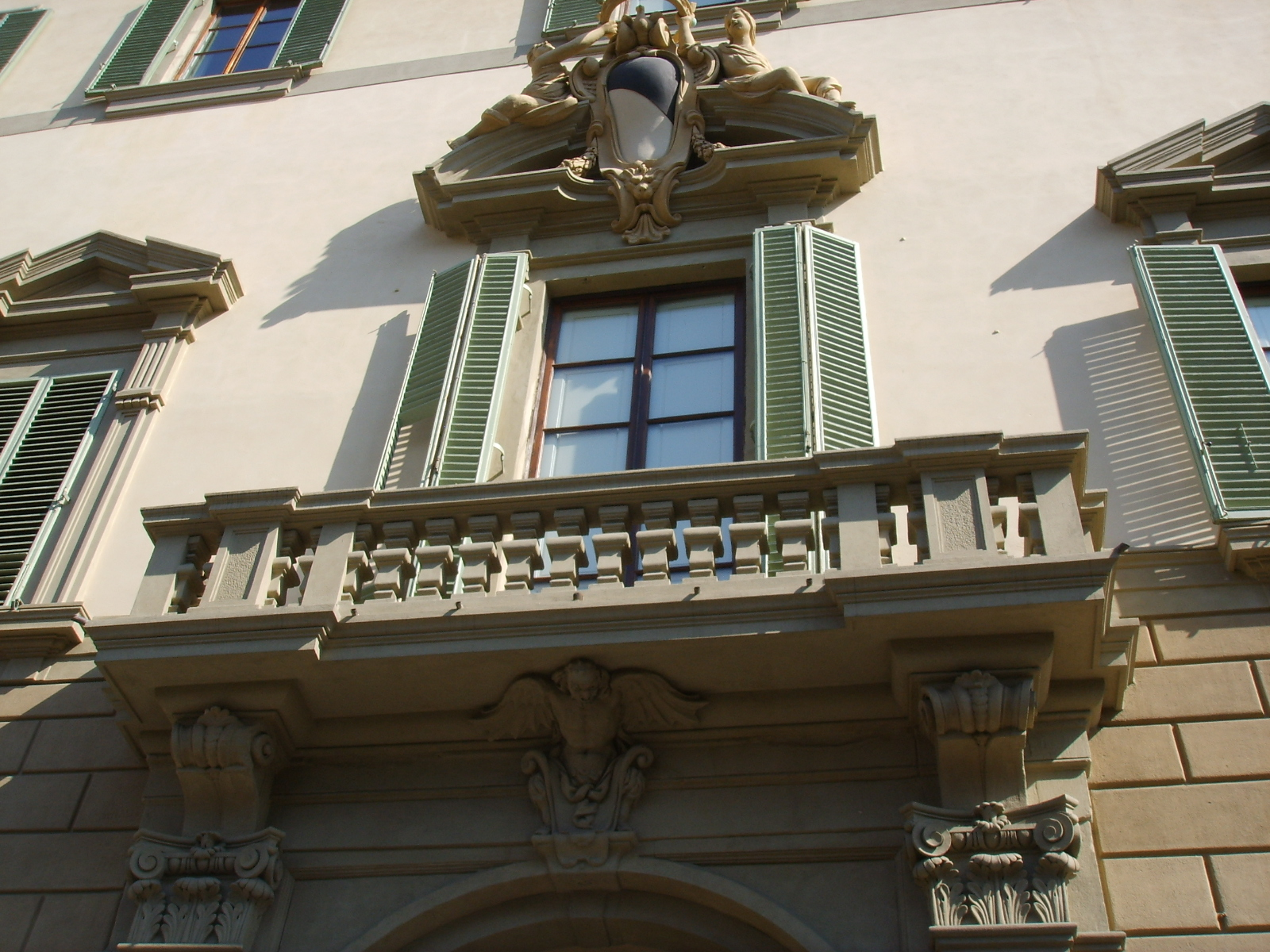
Das Capponi-Wappen am Palast in der Via Gino Capponi: das Wappen ist diagonal in zwei Teile geteilt, schwarz und silbern; das Motto lautet Post tenebra lux

## Geschichte
Möglicherweise stammen sie aus Siena und waren mindestens seit der ersten Hälfte des 13. Jahrhunderts in Florenz präsent: Die erste Erwähnung in den Archiven ist ein gewisser Cappone Capponi, der 1210 in der Arte della Seta eingetragen wurde. In einem Pergament der Abtei von Passignano aus dem Jahr 1056, das im Staatsarchiv von Florenz aufbewahrt wird, wird ein „Uguccio dicto Capponio“ erwähnt, was die Herkunft der Capponi aus der südlichen Toskana bestätigen würde.

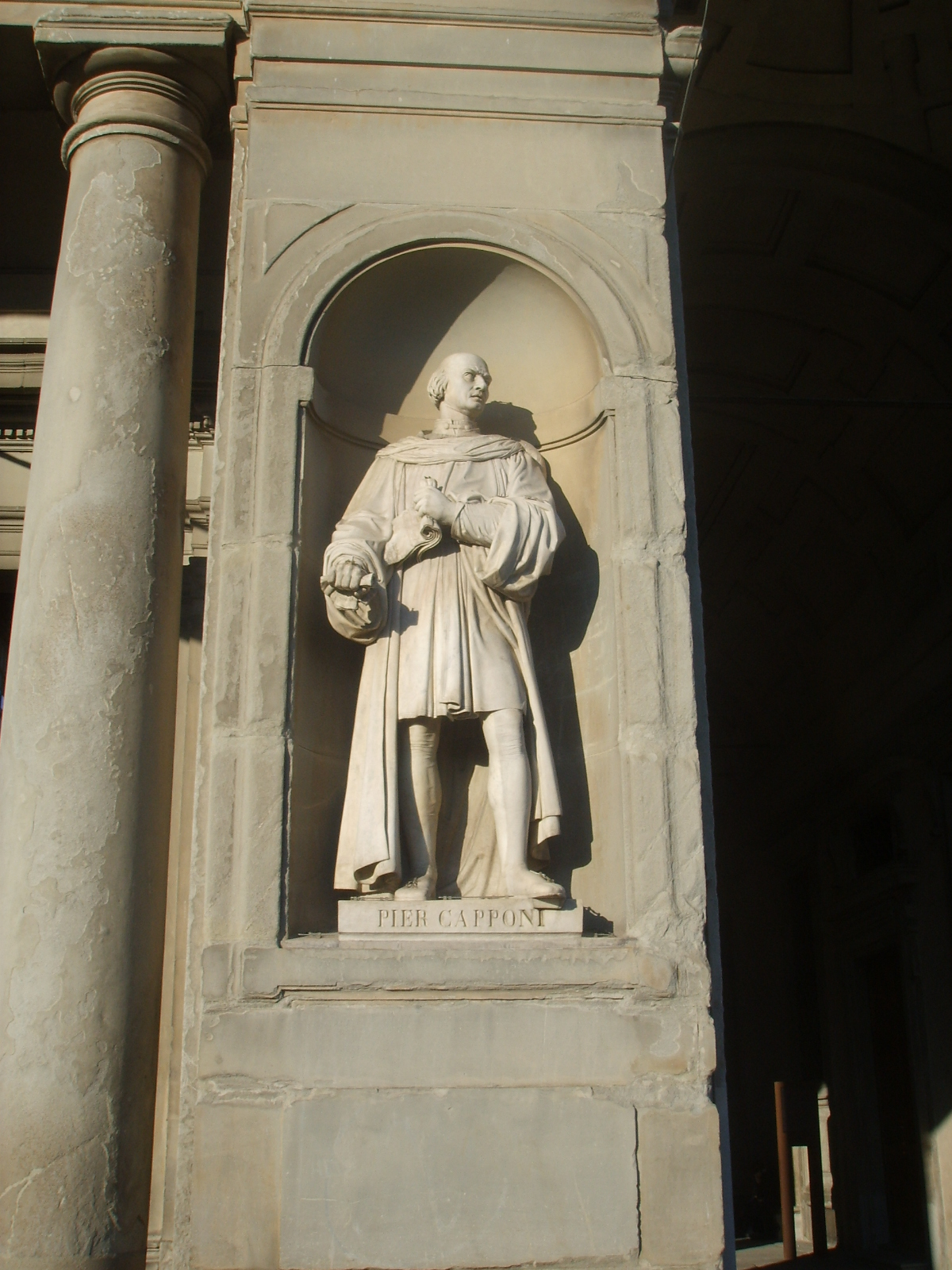
Statue von Pier Capponi, in der Loggia der Uffizien

Sie waren zu Beginn ihres sozialen Aufstiegs hauptsächlich Woll- und Seidenhändler und bekannten sich politisch zu den Guelfen. Bald wurde die Familie von den fünf Söhnen Bonamico Capponis in fünf Zweige aufgeteilt, die sowohl durch Zusammenarbeit als auch durch Verwandtschaft verbunden blieben. Es dauerte nicht lange, bis sie wie die anderen führenden Florentiner Familien auch eine banco, eine Handelsgesellschaft, besaßen, die auch Filialen in Mailand, Bologna, Lyon und im Orient hatte. Politische Ämter waren fast eine Folge des erworbenen Reichtums und Prestiges, so dass die Familie nicht weniger als zehn Gonfalonieri di Giustizia und 57 Prioren unter ihren Mitgliedern zählte.
Zwischen 1342 und 1343 gehörten sie zu jenen Familien, die sich für den Sturz des Tyrannen Walter VI. von Brienne, Herzog von Athen, einsetzten. Mit dem Aufstieg von Cosimo de’ Medici behielt die Familie Capponi eine Position der ausgeglichenen Distanz zwischen den Kriegsparteien bei. Neri Capponi gehörte sogar zu denjenigen, die versuchten, die Feindseligkeiten zwischen den Medici und den Albizi zu entschärfen. Nach Cosimos Rückkehr aus dem Exil und der faktischen Machtübernahme wurde Neri zu seinem Verbündeten und übernahm das Amt des Kommissars für den Staat Florenz in der Schlacht von Anghiari, die er siegreich beendete. Neri sorgte für eine Art Gleichgewicht zwischen den verschiedenen Kräften, die in Florenz im Spiel waren, und bremste die Ambitionen sowohl von Cosimo als auch von seinen Gegnern. Nach seinem Tod (1457) trat Luca Pitti an seine Stelle, der sich nach Cosimos Tod gegen die Medici verschwor und erfolglos versuchte, Piero di Cosimo de’ Medici, den Sohn Cosimos, zu beseitigen.
Eine große und berühmte Persönlichkeit war Pier Capponi, Botschafter und Condottiere, der sich 1494 gegen König Karl VIII. von Frankreich stellte, der mit einem Heer nach Italien gekommen war, um Neapel zu erobern. Berühmt geblieben ist seine Reaktion auf die Drohungen der Franzosen angesichts der hohen finanziellen Forderungen:
„Und wenn ihr eure Trompeten bläst, dann lassen wir unsere Glocken erklingen!“
Er deutete an, dass er bereit sei, das florentinische Volk in den engen Gassen der Stadt zum Kampf aufzurufen, falls die französische Armee zu den Waffen greifen würde. Die Unzulänglichkeit von Piero di Lorenzo de’ Medici, genannt il Fatuo, zeigte sich in der Feigheit, mit der er dem französischen König freien Durchgang gewährte, indem er ihm die Festungen von Sarzana, Pietrasanta, Motrone und Ripafratta ohne Genehmigung der Signoria überließ: eine Nachlässigkeit, die ihn die Verbannung aus der Stadt kostete. Nun befand sich die französische Armee in der Stadt und Karl VIII. behauptete, sie rechtmäßig in Besitz genommen zu haben, als wäre sie eine eroberte Stadt, und diktierte sehr harte Bedingungen. Die heldenhafte Geste Capponis, der dem Herold des Königs das Papier entriss, aus dem er die verhassten Forderungen vorlas, seine drohende Antwort und die Furcht der Franzosen zu einem Kampf gezwungen zu werden, der nicht auf offenen Feld stattfindet, veranlassten Karl VIII. zu milderen Maßnahmen.
Im Jahr 1513 war Agostino Capponi eines der wenigen Familienmitglieder, das sich offen gegen die Medici stellte und eine Verschwörung gegen Kardinal Giovanni  de’ Medici plante. Sie wurde aufgedeckt und er wurde zusammen mit seinen Komplizen Pietro Paolo Boscoli mit dem Tod bestraft.

Agnolo Bronzino, Porträt von Lodovico Capponi

Im Jahr 1527, während der letzten Vertreibung der Medici, war Niccolò Capponi Gonfaloniere di Giustizia. In der Zange zwischen dem Einfluss von Papst Clemens VII. und Karl V., beschloss er, wie zu Savonarolas Zeiten, die Stadt in die Hände von Christus dem König zu legen, was jedoch die Belagerung von Florenz und die Rückeroberung durch die Medici nicht verhindern konnte.
Mit der Errichtung des Herzogtums durch Alessandro de’ Medici änderten jedoch viele reiche und adlige Florentiner Familien, die die Republik und ihre Institutionen mit Schwert und Degen verteidigt hatten, aus Bequemlichkeit schnell ihr politisches Erscheinungsbild (wir befinden uns in den Jahren 1530–1537) und wurden Teil des Senats, der die Entscheidungen des neuen Herrschers von Florenz zu ratifizieren hatte. Die Capponi befanden sich in guter Gesellschaft mit den Antinori, den Corsini, den Salviati, den Guicciardini, den Rucellai, den Strozzi, den Tornabuoni usw. Alle Familien sicherten auf diese Weise ihren Reichtum und ihren Ruhm für die kommenden Jahrhunderte, während andere, wie die Soderini und die Altoviti, ins dauerhafte Exil gezwungen wurden. In dieser Zeit lebte Kardinal Luigi Capponi.
Lodovico Capponi seniore war der Auftraggeber von Jacopo Pontormos Meisterwerk, der Capponi-Kapelle in Santa Felicita, während sein Sohn Lodovico Capponi juniore das Motiv eines berühmten Porträts von Agnolo Bronzino war. In jenen Jahren war er auch die Hauptfigur einer berühmten Liebesgeschichte mit glücklichem Ausgang mit Maddalena Vettori, die bereits mit einem anderen verlobt und dann in ein Kloster gesperrt worden war, bevor sie ihren Geliebten durch die Fürsprache der Großherzogin Eleonora von Toledo heiraten konnte.
Die Jahre des Großherzogtums waren für die Capponis eine Zeit neuer materieller, politischer und familiärer Solidität, in der sich in der friedlichen Toskana zwischen dem 17. und 18. Jahrhundert die wirtschaftlichen Interessen wie bei vielen anderen Florentiner Familien auf den Grundbesitz konzentrierten und nicht mehr auf den stagnierenden Handel. Mit den Landkäufen ließ auch ein Adelstitel, der des Grafen, nicht lange auf sich warten.
Aus dieser Zeit stammen die verschiedenen Capponi-Paläste, die in verschiedenen Teilen von Florenz verstreut sind und die zahlreichen Zweige der Familie beherbergen: Palazzo Capponi alle Rovinate, Palazzo Capponi-Covoni und der sogenannte Palazzo di Gino Capponi, um nur die wichtigsten zu nennen. Der Palast in der Via Gino Capponi ist etwa ein Jahrhundert älter als der Staatsmann, dem die Straße gewidmet ist, und wurde für Alessandro Capponi nach einem Entwurf von Carlo Fontana gebaut.
Gino Capponi wird manchmal als letzter Nachkomme der Familie bezeichnet: In Wirklichkeit starb mit ihm nur ein Zweig aus, aber die Grafen Capponi existieren noch heute und leben in einem ihrer alten Paläste, dem Palazzo Capponi alle Rovinate, in der Via de'Bardi, nicht weit von Ponte Vecchio. Der große Staatsmann und Literat war eine der Schlüsselfiguren des italienischen Risorgimento und so wichtig, dass er in der Basilika von Santa Croce neben den großen Italienern begraben wurde. Die Familie besitzt noch immer eine eigene Kapelle und einen Grundbesitz in Greve in Chianti.

## Persönlichkeiten
- Neri Capponi (1388–1457)
- Pier Capponi (auch Piero Capponi; 1446–1496), toskanischer Kaufmann, Diplomat, Politiker und Feldherr
- Agostino Capponi
- Niccolò Capponi Gonfaloniere di Giustizia
- Luigi Capponi (Kardinal) (1583–1659), Erzbischof von Ravenna und Kardinal
- Lodovico Capponi seniore (1482–1543), Politiker und Bankier
- Lodovico Capponi juniore (1534–1614), Sohn des vorigen, Bankier
- Gino Capponi (1792–1876), Gelehrter und Dichter

## Architektur
Paläste
- Palazzo Capponi alle Rovinate
- Palazzo di Gino Capponi
- Palazzo Capponi-Covoni
- Palazzo Capponi-Vettori
- Palazzo Capponi-Incontri
- Casa Capponi

Villen
- Villa La Pietra
- Villa Colletta
- Villa Capponi
- Villa Capponi-Tempi
- Villa di Petrognano
- Villa Capponi di Marcialla
- Villa Vogel